# Glyptotendipes
Glyptotendipes is een muggengeslacht uit de familie van de Dansmuggen (Chironomidae).

## Soorten
- G. aequalis (Kieffer, 1922)
- G. amplus Townes, 1945
- G. anomalus (Kieffer, 1924)
- G. barbipes (Staeger, 1839)
- G. caulicola (Kieffer, 1913)
- G. cauliginellus (Kieffer, 1913)
- G. dreisbachi Townes, 1945
- G. foliicola Contreras-Lichtenberg, 1997
- G. glaucus (Meigen, 1818)
- G. imbecilis (Walker, 1856)
- G. lobiferus (Say, 1823)
- G. meridionalis Dendy and Sublette, 1959
- G. ospeli Contreras-Lichtenberg & Kiknadze, 1999
- G. pallens (Meigen, 1804)
- G. paripes (Edwards, 1929)
- G. salinus Michailova, 1987

- G. scirpi (Kieffer, 1915)
- G. seminole Townes, 1945
- G. senilis (Johannsen, 1937)
- G. signatus (Kieffer, 1909)
- G. testaceus Townes, 1945
- G. unacus Townes, 1945
- G. viridis (Macquart, 1834)